# Histoire des femmes dans la profession juridique au Canada
 (avril 2024).
La mise en forme du texte ne suit pas les recommandations de Wikipédia : il faut le « wikifier ».
Les points d'amélioration suivants sont les cas les plus fréquents :
- Les titres sont pré-formatés par le logiciel. Ils ne sont ni en capitales, ni en gras.
- Le texte ne doit pas être écrit en capitales (les noms de famille non plus), ni en gras, ni en italique, ni en « petit »…
- Le gras n'est utilisé que pour surligner le titre de l'article dans l'introduction, une seule fois.
- L'italique est rarement utilisé : mots en langue étrangère, titres d'œuvres, noms de bateaux, etc.
- Les citations ne sont pas en italique mais en corps de texte normal. Elles sont entourées par des guillemets français : « et ».
- Les listes à puces sont à éviter, des paragraphes rédigés étant largement préférés. Les tableaux sont à réserver à la présentation de données structurées (résultats, etc.).
- Les appels de note de bas de page (petits chiffres en exposant, introduits par l'outil «  Source ») sont à placer entre la fin de phrase et le point final[comme ça].
- Les liens internes (vers d'autres articles de Wikipédia) sont à choisir avec parcimonie. Créez des liens vers des articles approfondissant le sujet. Les termes génériques sans rapport avec le sujet sont à éviter, ainsi que les répétitions de liens vers un même terme.
- Les liens externes sont à placer uniquement dans une section « Liens externes », à la fin de l'article. Ces liens sont à choisir avec parcimonie suivant les règles définies. Si un lien sert de source à l'article, son insertion dans le texte est à faire par les notes de bas de page.
- La présentation des références doit suivre les conventions bibliographiques. Il est recommandé d'utiliser les modèles {{Ouvrage}}, {{Chapitre}}, {{Article}}, {{Lien web}} et/ou {{Bibliographie}}. Le mode d'édition visuel peut mettre en forme automatiquement les références.
- Insérer une infobox (cadre d'informations à droite) n'est pas obligatoire pour parachever la mise en page.

Pour une aide détaillée, merci de consulter Aide:Wikification.
Si vous pensez que ces points ont été résolus, vous pouvez retirer ce bandeau et améliorer la mise en forme d'un autre article.
Au fil du temps, l’histoire du Canada a été profondément influencée par de nombreuses femmes déterminées qui ont œuvré pour favoriser et garantir l’égalité des sexes dans le pays. L’évolution de la profession juridique au Canada, comme ailleurs, a été marquée par l’exclusion systématique des femmes. Cet article met en lumière la lutte des premières femmes à être admises au barreau dans les provinces canadiennes du XIXe au XXIe siècle, soulignant ainsi leur contribution qui a rendu possibles les droits et privilèges des femmes canadiennes aujourd’hui.

## Les débuts et premières avancées au Canada

### Ontario
En 1897, Clara Brett Martin réalise l’exploit de devenir la première femme du Commonwealth à être admise au barreau. Son parcours a débuté en 1888 lorsqu’elle a été admise au Trinity College de Toronto, une étape significative à une époque où l’inscription des femmes à l’université était fortement contestée. Malgré les critiques et commentaires désobligeants, Clara Brett Martin a choisi une majeure en mathématiques, un domaine traditionnellement réservé aux hommes. Deux ans plus tard, elle obtient son diplôme en mathématiques et exerce brièvement en tant qu’enseignante avant de décider de devenir avocate.
En 1981, Clara Brett Martin pétitionne à la Law Society of Upper Canada pour être admise comme étudiante en droit, marquant le début de son combat pour intégrer la profession juridique en tant que femme. Un comité spécial d’avocats a été formé pour examiner sa demande et constate que la Loi sur le Barreau ne mentionnait que le terme « personne » sans distinction de genre. À l’époque de l’adoption de la loi, les femmes n’étaient pas autorisées à être admises dans les carrières juridiques. Le comité refuse finalement sa demande, argumentant que la question est sans solution en raison de son sexe.
En 1892, six mois après le rejet de sa pétition, Clara Brett Martin obtient le soutien du représentant du comté d’Essex, William Douglas Balfour, qui présente avec succès un projet de loi permettant l’admission des femmes dans le domaine du droit. La loi est adoptée le 13 avril 1892, avec l’appui du Premier ministre, Olivier Mowat, autorisant ainsi l’admission des femmes dans la profession d’avocat. Clara Brett Martin commence l’école de droit en 1893, où elle subit intimidations et discriminations en raison de son sexe. Finalement, le 2 février 1897 elle devient à l’âge de 23 ans, la première femme avocat de l’Empire britannique. Même après la victoire de Clara Brett Martin dans son combat pour l’admission des femmes dans la profession juridique, la bataille était loin d’être terminée. En réalité, il existe peu de preuve attestant que les réalisations de Clara Brett Martin ont influencé des décisions similaires dans d’autres provinces canadiennes.

### Nouveau-Brunswick
En 1905, après avoir obtenu son diplôme en droit au King's College, Mabel Penery French soumet une demande d'admission au New Brunswick Barristers’ Society. Bien que l'association reconnaisse qu'elle remplit toutes les conditions requises pour exercer le droit, le Barreau du Nouveau-Brunswick insiste pour qu'un tribunal confirme que Mabel Penery French est légalement reconnue comme une « personne ». L'affaire est portée devant la Cour supérieure du Nouveau-Brunswick. Finalement, la cour rejette la demande avec ce verdict : 
« To my mind, having regard to the common law disability above referred to, this fact that no women has ever been admitted in England, is conclusive that the word “person” in our own Act was not intended to include a woman. The context of our Act refers to a profession for men, and men alone »
— Re French (1905), 37 NBR 359
        
« [À mon avis, compte tenu de l'incapacité de la commun law évoquée ci-dessus, le fait qu’aucune femme n’ait jamais été admise en Angleterre est concluant que le mot « personne » dans notre propre loi n’était pas censé inclure une femme. Le contexte de notre loi fait référence à un métier d'hommes, et d'hommes uniquement.] »
— traduction libre
.  
Toutefois, ce rejet conduit l’Assemblée législative du Nouveau-Brunswick à adopter une loi quelques mois plus tard qui abolit l’impossibilité des femmes à exercer le droit. Les femmes peuvent désormais être admises au barreau. Mabel Penery French est admise au barreau un mois plus tard. Bien qu’elle ait finalement obtenu gain de cause, sa carrière comme avocate au Nouveau-Brunswick ne dure que 5 ans, puisqu’en 1910, Mabel Penery French déménage à Vancouver en Colombie-Britannique.

### Colombie-Britannique
En 1910, une fois en Colombie-Britannique, Mabel Penery French doit recommencer le même combat, puisqu’il n’était pas encore permis dans cette province pour la femme de pratiquer le droit. Elle connait les mêmes refus qu’au Nouveau-Brunswick, où la Cour d’appel de la Colombie-Britannique refuse son admission par le motif que les femmes ne sont pas des personnes au sens de la loi du barreau. Finalement, grâce au soutien de divers politiciens, une loi est adoptée en 1912. Mabel Penery French est alors admise au barreau, ouvrant ainsi la voie aux femmes dans le domaine juridique en Colombie-Britannique.

### Manitoba
Devant l’Assemblée législative provinciale du Manitoba, Melrose Sissons a plaidé en faveur de la modification de la loi afin de permettre son admission au barreau. Finalement, en 1912 la Loi sur le Barreau a été modifiée, ce qui a ouvert la voie à son admission en 1915 en tant que la première femme au barreau du Manitoba.

### Alberta
En 1915, Ruby Clements devient la première femme admise au barreau en Alberta.  À la différence des premières femmes ayant tenté d’accéder à cette profession, elle n’a pas été confrontée à un rejet public de sa candidature.

### Les autres provinces des maritimes
En 1918, la Nouvelle-Écosse a ouvert la voie en accueillant la première femme dans la pratique du droit. L'Île-du-Prince-Édouard a suivi en 1926, tandis qu'il a fallu attendre 1933 pour que la première femme soit admise au barreau de Terre-Neuve-et-Labrador.

### Québec
Le Québec a été la dernière province du Canada à permettre aux femmes d’être admises au barreau en 1941. Malgré la sollicitation antérieure d'Annie Langstaff auprès du Barreau du Québec près de 30 ans plus tôt, sa demande avait été rejetée, car elle devait obtenir l'autorisation de son mari pour être admise. À l'époque, elle était séparée et ignorait où il se trouvait. La Cour supérieure du Québec ainsi que la Cour d'appel avaient donc rejeté sa demande. Ce n'est donc qu'en 1942 qu'Elizabeth Monk a eu le privilège d'être la première femme à être admise au barreau du Québec.

## Le combat d'Emily Ferguson Murphy
En 1916, Emily Ferguson Murphy, originaire d’Ontario devient la première magistrate de l'Empire britannique. En 1908, après avoir déménagé à Edmonton, Emily Murphy commence à s’impliquer dans la controverse sur les droits des femmes en Alberta. En tant que seule femme présente devant l'Assemblée législative d'Edmonton, elle conteste un projet de loi sur les douaires récemment proposé. Malgré les commentaires et les moqueries concernant son implication en tant que femme, la loi est adoptée l'année suivante, intégrant la plupart des demandes d'Emily Murphy.

### Les Célèbres cinq
En 1917, grâce à ses avancements et succès à l’intérieur et à l’extérieur des tribunaux, Emily Murphy fut nommée magistrate de police pour l’Alberta. En 1921, plusieurs souhaitent et revendiquent que Madame la Juge Murphy soit nommée au Sénat. Toutefois, la même tendance persiste, le premier ministre Borden, à l’époque, explique qu’il était impossible de nommer la juge Murphy au Sénat, puisque selon la common law, les femmes ne sont pas incluses dans la définition de « personne ». Confronté à cet échec, Emily Murphy se donne le mandat de résoudre la question de savoir si le terme « personne », tel que décrit dans l’article 24 de la Loi constitutionnelle de 1867, inclut autant les femmes que les hommes.
Pour faire face à l’une des affaires les plus controversées de son époque, Emily Murphy réunit soigneusement un groupe de femmes chez elle, choisies pour leur force, leur détermination et leur intelligence. Ce groupe de cinq femmes comprenait Emily Murphy, Henrietta Muir Edwards, Nellie McClung, Louise McKinney et Irene Parlby. Toutes étaient des figures importantes dans les mouvements de justice sociale et de droits des femmes. Une fois les cinq femmes réunies chez elle, elle leur présente une lettre qu'elle a rédigée à l'intention du gouverneur général. Dans cette lettre, Murphy demandait si le gouvernement canadien avait le pouvoir constitutionnel de nommer une femme au Sénat ou de modifier l'Acte de l'Amérique du Nord britannique afin de nommer des femmes au Sénat. Le groupe de femme signe unanimement la lettre et soumet la pétition pour demander à la Cour suprême du Canada de trancher sur la question.
En 1928, la Cour suprême du Canada refuse de donner gain de cause au groupe de femmes, argumentant que l'intention du législateur, exprimée dans les termes de la loi, désignait que seuls les hommes pouvaient être nommés. Selon la Cour, les femmes n'étaient pas éligibles à la nomination en vertu de l'article 24 de l'Acte de l'Amérique du Nord britannique, car elles n'étaient pas considérées comme des « personnes qualifiées » au sens de cet article. Confronté à ce refus, le groupe de femmes décide de porter la décision en appel devant le Conseil privé en Angleterre, la plus haute cour d'appel au Canada à cette époque.
En 1929, l’appel est entendu devant le Conseil privé de l’Angleterre et c’est finalement le 18 octobre 1929 que le Conseil privé rend leur décision qui renverse celle de la Cour suprême du Canada. La décision est annoncée par Lord Sankey comme suit : 
« The word "person" as above mentioned may include members of both sexes, and to those who ask why the word should include females, the obvious answer is why should it not? ».
L’arrêt venait d’établir un précédent historique qui dépassait la problématique du genre. Cette décision est venue confirmer que la loi doit évoluer avec le temps. Le groupe de cinq femmes, désormais surnommé « les célèbres cinq », avait réussi : les femmes avaient désormais le droit de siéger au Sénat. Bien que la victoire ait été le résultat collectif des cinq femmes, elles se sont toutes accordées pour reconnaître le mérite d'Emily Murphy, qui était clairement la dirigeante du groupe.
Malgré sa victoire qui a permis la nomination des femmes au Sénat, Emily Murphy n’a jamais reçu d’invitation pour siéger.  On craignait apparemment que sa présence ne perturbe trop l'atmosphère solennelle du Sénat à l'époque. Cette absence d'invitation a dû être décevante pour Emily Murphy. Elle a pris sa retraite de la magistrature en 1931 et est décédée deux ans plus tard, paisiblement dans son sommeil, en 1933.

## La route vers l'égalité: les femmes dans le domaine juridique au Canada
L’Ontarienne Helen Alice Kinnear a marqué l'histoire du droit en réalisant plusieurs premières. Diplômée en droit de l'Université Osgoode Hall à Toronto en 1920, elle ouvre la voie à de nombreuses femmes. En 1934, elle devient pionnière en étant la première femme de l'Empire britannique à être nommée conseillère du roi, un accomplissement qui témoigne de son exceptionnelle compétence et de son engagement. L'année suivante, en 1935, elle devient la première femme à plaider devant la Cour suprême du Canada, après avoir déjà brisé des barrières en étant la première à plaider devant les tribunaux de première instance et d'appel en Ontario. Sa contribution est encore plus notable en 1943, lorsqu'elle est nommée juge par le gouvernement du Canada, une première pour les femmes. Elle reste pendant ses 20 années de services comme juge, la seule femme juge au Canada.  À la suite de l’ouverture des voies par la juge Kinnear, il y a eu 29 nominations de femme juge dans les 35 années qui suivent.
Le 17 avril 1985, marque l’entrée en vigueur de l’article 15 de la Charte des droits et libertés qui précise que : 
« [..] tous ont droit à la même protection et au même bénéfice de la loi, indépendamment de toute discrimination, notamment des discriminations fondées sur la race, l'origine nationale ou ethnique, la couleur, la religion, le sexe, l'âge ou les déficiences mentales ou physiques ».
À la suite de l’adoption de l’article 15, il est maintenant nettement écrit dans la Constitution que les individus des deux sexes sont égaux devant la loi.

### Cour suprême du Canada
En 1982, l’honorable Bertha Wilson a surmonté le dernier obstacle entravant l’avancement des femmes dans la magistrature canadienne en devenant la première femme à être nommée à la Cour suprême du Canada, 107 ans après sa création en 1875. Cinq ans plus tard, en 1987, elle a été rejointe par une deuxième femme, la juge Claire L’Heureux Dubé (retraitée en 2002). En 1989, la juge Beverley McLachlin (retraitée en 2017) a rejoint leurs rangs, avant de devenir, en 2001, la première femme à être nommée juge en chef de la Cour suprême du Canada. Par la suite, l'honorable Louise Arbour a été nommée en 1989 (démission en 2004), l'honorable Marie Deschamps en 2002 (retraitée en 2012), l'honorable Rosalie Silberman Abella en 2004 (retraitée en 2021) et l’honorable Louise Charron en 2004 (retraitée en 2011).
De nos jours, parmi les neuf juges actuellement en fonction à la Cour suprême du Canada, cinq sont des femmes : l’honorable Andromache Karakatsanis, nommée en 2011, l’honorable Suzanne Côté depuis 2014, l’honorable Sheilha Martin depuis 2017, l’honorable Michelle O’Bonsawin nommée en 2022 et tout récemment, l’honorable Mary Moreau nommée en 2023. En effet, avec la nomination récente de la juge Mary Moreau à la Cour suprême du Canada, les femmes y sont majoritaires pour la première fois depuis sa création.

### De nos jours
La recherche met en lumière la longue et difficile lutte que les femmes ont menée pour accéder à la profession juridique au Canada. En 1992, Kim Campbell, alors ministre de la Justice, dénonce devant la presse les discriminations faites aux femmes : elles représentent déjà la moitié des effectifs étudiants en droit mais restent bloquées pendant de nombreuses années à des postes de débutants, et sont nettement moins payées, discriminations qui consuisent un nombre alarmant d'entre elles à quitter la profession au bout de trois ans. Depuis l'an 2000, les données compilées par la Fédération des ordres professionnels de juristes du Canada révèlent que les femmes représentent désormais une proportion majoritaire, dépassant ainsi les 50%, parmi les étudiants en droit au pays Malgré cette avancée notable dans les facultés de droit et d'autres domaines de la profession, la réussite des femmes dans le secteur privé demeure en dessous des attentes. Elles sont souvent sous-estimées, avec moins de chances d'accéder à des postes associés, des salaires inférieurs et peu d'opportunités de démontrer leurs compétences juridiques en occupant des rôles de leadership ou en gérant des affaires de premier plan. Les études montrent également que si les femmes intègrent la profession en nombre croissant, elles quittent trop souvent le marché du travail après quelques années. Ce phénomène est associé à divers facteurs tels que les responsabilités familiales, le sexisme et les stéréotypes persistants, les exigences des cabinets privés, ainsi que les obstacles liés au plafond de verre et à la rémunération. Il sera captivant de suivre l'évolution future des femmes dans le domaine juridique et d'observer les avancées qui seront réalisées dans les prochaines années.